# French Open-mesterskabet i mixed double 2021
French Open-mesterskabet i mixed double 2021 var den 108. turnering om French Open-mesterskabet i mixed double og den første udgave af mesterskabet siden 2019, fordi 2020-udgaven blev aflyst på grund af COVID-19-pandemien. Turneringen var en del af French Open 2021 og blev spillet i Stade Roland Garros i Paris, Frankrig i perioden 4. - 10. juni 2021. Deltagerfeltet var reduceret fra de sædvanlige 32 til 16 par på grund af den igangværende COVID-19-pandemi.
Mesterskabet blev vundet af Desirae Krawczyk og Joe Salisbury, som i finalen vandt over Jelena Vesnina og Aslan Karatsev med 2-6, 6-4, [10-5]. Krawczyk vandt den første grand slam-titel i sin karriere. Hun havde tidligere været i én grand slam-finale – damedoublefinalen ved French Open 2020, som hun tabte med Alexa Guarachi som makker. Joe Salisbury sikrede sig sin anden grand slam-titel, eftersom han tidligere havde vundet Australian Open-mesterskabet i herredouble 2020 sammen med Rajeev Ram, og det var hans tredje grand slam-finale i alt. Det russiske par var i deres første finale som makkere, og det var samtidig Karatsevs første grand slam-finale, mens Vesnina spillede sin 15. finale på grand slam-niveau.
Latisha Chan og Ivan Dodig havde vundet de to foregående udgaver af mesterskabet, men de forsvarende mestre tabte i første runde til Demi Schuurs og Wesley Koolhof.

## Pengepræmier
Den samlede præmiesum til spillerne i mixed double androg € ??.???.??? (ekskl. per diem), hvilket var en stigning på ?? % i forhold til det foregående mesterskab.
| Resultat              | Pengepræmier | Pengepræmier | Ændring ift. 2019 |
| Resultat              | Pr. par      | Total        | Ændring ift. 2019 |
| --------------------- | ------------ | ------------ | ----------------- |
| Vindere (1)           | €            | €            | +                 |
| Finalister (1)        | €            | €            | +                 |
| Semifinalister (2)    | €            | €            | +                 |
| Kvartfinalister (4)   | €            | €            | +                 |
| Tabere i 1. runde (8) | €            | €            | +                 |
| Samlet præmiesum      | -            | € ??.???.??? | +?? %             |

## Turnering

### Deltagere
Turneringen havde deltagelse af 16 par, der var fordelt på:
- 14 direkte kvalificerede par i form af deres ranglisteplacering.
- 2 par, der havde modtaget et wildcard (markeret med WC).

#### Seedede spillere
De fire bedste par blev seedet:
| Seedning | Rang. | Spiller                          | Resultat      |
| -------- | ----- | -------------------------------- | ------------- |
| 1        |       | Barbora Krejčíková Filip Polášek | Kvartfinalist |
| 2        |       | Nicole Melichar Rajeev Ram       | Kvartfinalist |
| 3        |       | Demi Schuurs Wesley Koolhof      | Semifinalist  |
| 4        |       | Xu Yifan Bruno Soares            | Første runde  |

#### Wildcards
To par modtog et wildcard til turneringen.
| Par                                 | Resultat     |
| ----------------------------------- | ------------ |
| Alizé Cornet Édouard Roger-Vasselin | Første runde |
| Caroline Garcia Nicolas Mahut       | Første runde |

### Resultater
| Barbora Krejčíková |
| Filip Polášek      |

| Alizé Cornet           |
| Édouard Roger-Vasselin |

| Barbora Krejčíková |
| Filip Polášek      |

| Bethanie Mattek-Sands |
| Jamie Murray          |

| Giuliana Olmos       |
| Juan Sebastián Cabal |

| Giuliana Olmos       |
| Juan Sebastián Cabal |

| Giuliana Olmos       |
| Juan Sebastián Cabal |

| Xu Yifan     |
| Bruno Soares |

| Desirae Krawczyk |
| Joe Salisbury    |

| Desirae Krawczyk |
| Joe Salisbury    |

| Desirae Krawczyk |
| Joe Salisbury    |

| Darija Jurak |
| Robert Farah |

| Darija Jurak |
| Robert Farah |

| Laura Siegemund |
| Sander Gillé    |

| Desirae Krawczyk |
| Joe Salisbury    |

| Alexa Guarachi |
| Neal Skupski   |

| Jelena Vesnina |
| Aslan Karatsev |

| Chan Hao-Ching |
| John Peers     |

| Alexa Guarachi |
| Neal Skupski   |

| Latisha Chan |
| Ivan Dodig   |

| Demi Schuurs   |
| Wesley Koolhof |

| Demi Schuurs   |
| Wesley Koolhof |

| Demi Schuurs   |
| Wesley Koolhof |

| Jelena Vesnina |
| Aslan Karatsev |

| Jelena Vesnina |
| Aslan Karatsev |

| Gabriela Dabrowski |
| Luke Saville       |

| Jelena Vesnina |
| Aslan Karatsev |

| Caroline Garcia |
| Nicolas Mahut   |

| Nicole Melichar |
| Rajeev Ram      |

| Nicole Melichar |
| Rajeev Ram      |